# Panevropská univerzita
Panevropská univerzita je soukromá vysoká škola.

## Fakulty

### Vysoká škola obchodní
Fakulta nabízí následující studijní programy:
- Cestovní ruch a turismus
- Letový provoz
- Lokální a globální ekonomika
- Digitální ekonomika a společnost
- Řízení lidských zdrojů
- Provoz a řízení letecké dopravy
- Tourism
- Air Transport
- Ekonomika a řízení služeb
- Provoz a řízení letecké dopravy – Management leteckých podniků

### Vysoká škola podnikání a práva
Fakulta nabízí následující studijní programy:
- Bezpečnostní studia
- Podnikání a management
- Marketingové komunikace
- Obchodní a marketingový management
- Účetnictví-Daně-Controlling
- Finanční řízení
- Právo v podnikání
- Právo ve veřejné správě
- Entrepreneurship and Management.
- Podnikání a management
- Marketingové komunikace
- Obchodněprávní studia
- Podnikání a management

## Historie
Vysoká škola podnikání a práva vznikla v roce 2015 sloučením Vysoké školy podnikání v Ostravě (VŠP) s Vysokou školou manažerské informatiky a ekonomiky v Praze (VŠMIEP), a tím došlo k vytvoření nového subjektu Vysoké školy podnikání a práva (VŠPP).

### Vysoká škola podnikání
Vysoká škola podnikání v Ostravě (VŠP) získala 29. května 2000 od Ministerstva školství, mládeže a tělovýchovy státní souhlas působit jako soukromá vysoká škola s akreditací pro bakalářský studijní program Ekonomika a management, studijní obor Podnikání, a to pro prezenční (denní) i kombinovanou (dálkovou) formu studia, 1. října 2000 začal první akademický rok. V roce 2001 získala akreditaci pro dva nové studijní obory prezenčního studia Informatika a internet v podnikání a Podnikání a management v obchodu. O rok později škola rozšířila studijní nabídku o obor Podnikání a management v životním prostředí. Od roku 2006 škola udělovala titul inženýr absolventům akreditovaného navazujícího magisterského studia oboru Podnikání.
Na jaře 2009 škola obhájila mezinárodní certifikát udělovaný Evropskou komisí – Diploma Supplement Label (DSL). Ten je vydáván i Vysokou školou podnikání a práva zdarma každému úspěšnému absolventovi, potvrzuje srovnatelnost kvality výukového procesu na škole s evropskými standardy a obsahuje výpis zkoušek, zápočty a kredity podle ECTS systému.
V roce 2010 při škole vznikl podnikatelský inkubátor, který měl sloužit především začínajícím podnikatelům. V roce 2011 škola změnila logo a image školy. Logo vycházelo z motta školy a představovalo plachtu vlajkové lodi nebo také bublinu, která znázorňuje komunikaci. V roce 2012 nahradil Jiří Cieńciała 9. února ve funkci rektora Vladimíra Krajčíka, po jeho dvouletém působení v této funkci, na kterou abdikoval spolu s představenstvem školy. V tomto roce také škola předala 5000. vysokoškolský diplom. V červenci 2013 se rektor Jiří Cieńciała stal ministrem v úřednické vládě Jiřího Rusnoka. Konzultační středisko ve Dvoře Králové bylo pozměněno na informační místo, a škola otevřela nové konzultační středisko v Pardubicích pro akademický rok 2013/2014 a v roce 2014 škola otevřela nové konzultační středisko v Brně.

### Vysoká škola manažerské informatiky, ekonomiky a práva
Vysoká škola manažerské informatiky, ekonomiky a práva byla soukromá vysoká škola neuniverzitního typu, fungovala jako akciová společnost. Vznikla v roce 2001 ještě pod názvem Vysoká škola manažerské informatiky a ekonomiky a státní souhlas působit jako soukromá vysoká škola vydaný MŠMT obdržela 29. ledna 2002, kdy škola čítala přibližně 15 akademických pracovníků, později měla až 120 akademických pracovníků a více než 1 700 studentů. Sídlila v městské části Praha 5, dále měla pobočky v Sokolově a Kladně.
VŠMIEP měla šest kateder: informatiky, ekonomiky a financí, marketingu a managementu, práva a jazyků a doprovodných předmětů. Poskytovala vzdělávání ve dvou bakalářských studijních programech rozdělených do čtyřech oborů: Ekonomika a management (Aplikovaná informatika a Manažerská ekonomika) a Právní specializace (Právo v podnikání a Právo ve veřejné správě). V roce 2005 získala škola akreditaci pro tzv. kombinované studium a bylo možno na ní studovat i ve formě celoživotního vzdělávání.

### Panevropská univerzita
V roce 2022 vznikla transformací ostravské Vysoké školy podnikání a pražské Vysoké školy obchodní nová Panevropská univerzita. Z těchto dvou škol se staly fakulty. Většinovým vlastníkem instituce je ostravská skupina Prosperita holding.

## Studium

### UIS
Vysoká škola podnikání a práva disponuje vlastním informačním systémem UIS (Univerzitní informační systém), ten slouží k přihlašování ke zkouškám a k zápočtům, a k závaznému potvrzení závěrečné práce na vybrané téma, v neposlední řadě slouží také jako elektronický index. Zpřístupňuje akademické obci, zaměstnancům univerzity i široké veřejnosti řadu informací.

### Spolupráce VŠPP se zahraničními univerzitami
Vysoká škola podnikání byla od roku 2000 zapojena do evropského programu Socrates/Erasmus. V rámci tohoto programu, inovovaného v program LLP/Erasmus, pokračovala v zahájených aktivitách a zahájila aktivity nové.
VŠP měla partnery v následujících zemích:
- Belgie - Haute Ecole de la Province de Liége Léon-Eli Troclet
- Finsko - Laurea University of Applied Science
- Chorvatsko - Visoka skola za poslovanje i upravijanje “Baltazar Adam Krcelic"
- Itálie - Università degli Studi di Foggia
- Litva - Vilnius Law and Business College
- Kypr - College of Tourism and Hotel Management
- Maďarsko - Karoly Robert College
- Německo - Fachhochschule Ludwigshafen am Rhein - Hochschule fur Wirtschaft
- Norsko - Hedmark University College
- Polsko - Wyszsa Szkola Biznesu - National Louis University, Gornoslaska Wyszsa Szkola Przedsiebiorczosci w Chorzowie. Wyzsza Szkola Handlowa. Wyzsza Szkola Biznesu w Dabrowie Gorniczej
- Portugalsko - IESF - Instituto de Estudos Superiores Financeiros e Fiscais
- Rumunsko - Academia De Studii Economice Din Bucuresti
- Turecko - Eskisehir Osmangazi University, Canakkale Onsekiz Mart Universitesi, Bayburt University
- Slovensko - Vysoka Skola Ekonomie a Manzmentu Verejnej Spravy v Bratislave
- Španělsko - Universidad Catolica San Antonio de Murcia
- Ukrajina - Volyn Institute for Economics and Management

## Kontroverze kolem diplomové práce na VŠP
Když v únoru 2011 probíhaly státní závěrečné zkoušky na školy, členové zkušební komise i novináři byli upozorněni anonymním emailem na nesrovnalosti v diplomové práci Jitky Wiszczorové a tento případ se dostal do médií. V této době škola nepoužívala systém Thesis, po tomto obvinění VŠP zakoupila licenci a začala používat tento systém pro odhalování plagiátů, práce zmíněné diplomantky byla podrobena analýze tímto systémem, ten však neodhalil žádnou shodu. Škola argumentovala tím, že se jedná o systém, ve který vkládají plnou důvěru, než kdyby měli údajně opsané pasáže kontrolovat přes vyhledávač Google. Vedoucím diplomové práce byl tehdejší rektor doc. RNDr. Vladimír Krajčík, Ph.D. a oponentem byl Mgr. Ing. Tomáš Tykva. Tento případ vzbudil silný mediální zájem, jelikož tato práce byla obhájena na výbornou. Členové státní komise odmítli mluvit s novináři a rektor Krajčík vykázal z budovy novináře, později vydal oficiální tiskové prohlášení.